# Damnxanthodium
Damnxanthodium é um género botânico pertencente à família Asteraceae.